# Dolné Zahorany
Dolné Zahorany jsou obec na Slovensku v okrese Rimavská Sobota. Žije zde 175 obyvatel.

## Historie
První písemná zmínka o obci pochází z roku 1341. Původní název obce byl Heďmeg, později Maďarský Heďmeg a od roku 1927 Uhorské Zahorany. Dnešní název se používá od roku 1948.